# دلتا هلز
دلتا هلز (انگلیسی: Delta Hotels) شرکت مهمان‌نوازی کانادایی است، که در سال ۱۹۶۲ تأسیس شد.